# الكارثة فوق البنفسجية

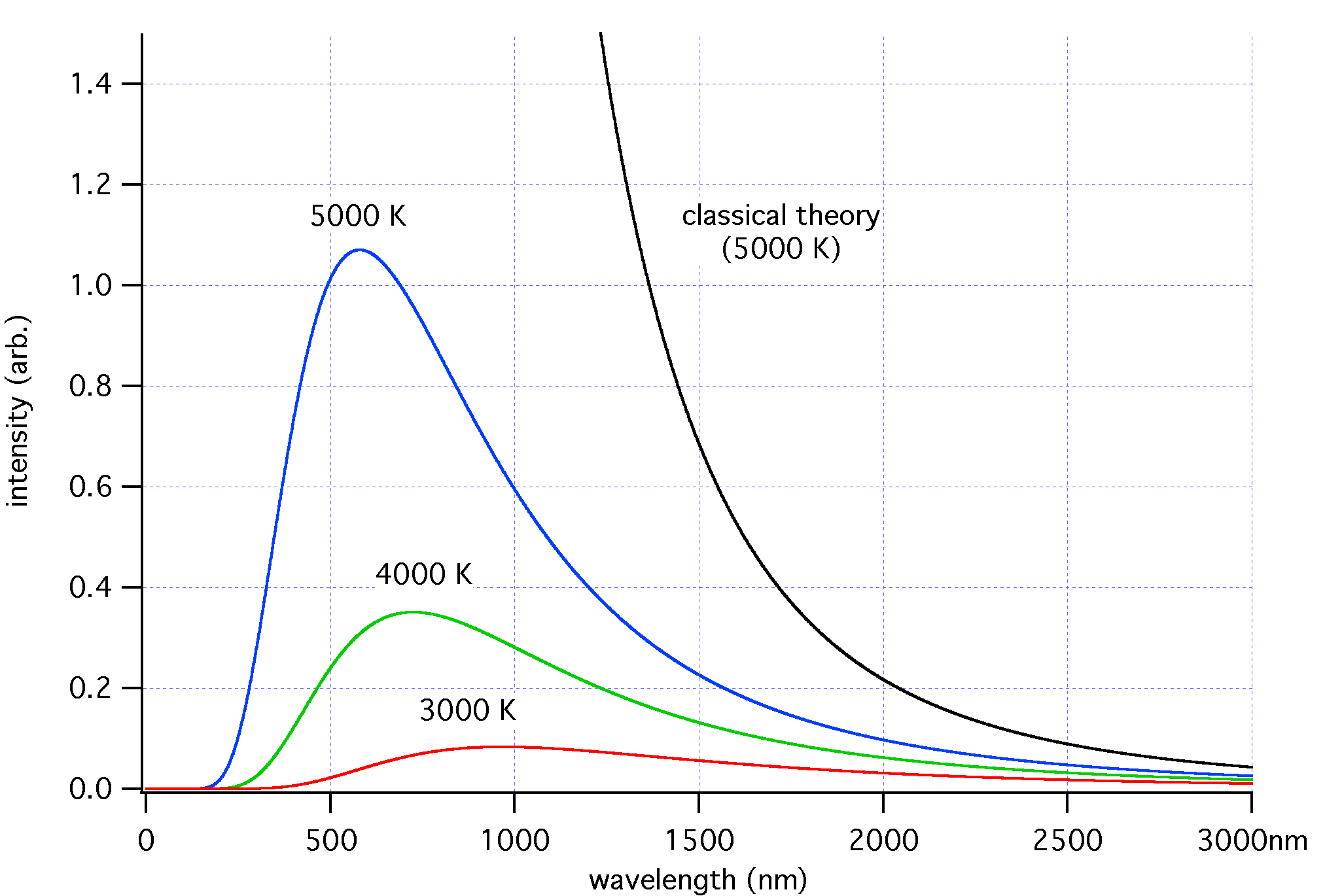

كارثة فوق بنفسجية (بالإنجليزية: ultraviolet catastrophe)‏ وتسمى أيضًا كارثة رالي - جينز (بالإنجليزية: Rayleigh-Jeans catastrophe)‏: تنبأت بها الفيزياء الكلاسيكية في بدايات القرن العشرين، تنص على أن الجسم الأسود المثالي عند التوازن الحراري سيصدر إشعاعًا ذا قدرة لا نهائية.

## محاولة رالي-جينز
في بداية القرن العشرين تم طرح قانون رايلي-جينز وهو من محاولات وصف نتائج تجربة إشعاع الجسم الأسود والقانون كالآتي.
{\displaystyle B_{\lambda }(T)=2cKT/\lambda ^{4}}
ووفقاً لهذه المعادلة فإن كثافة الإشعاع الصادر من الجسم الأسود تزداد بزيادة تردد الإشعاع حتي تصل قيمة كثافة الإشعاع إلى مالانهاية عندما تصل الترددات الي مالانهاية (أو عندما يصل الطول الموجي إلى صفر) ولكن أوضحت النتائج التجريبية عكس ذلك تماماً فعند وصول تردد الإشعاع لحيز الأشعة فوق البنفسجية تقل كثافة الإشعاع بشكل كبير حتى تقترب من الصفر، وهو ما أطلق عليه فيما بعد الكارثة فوق البنفسجية Ultraviolet catastrophe

## التفسير
في القرن العشرين حاول العالم الألماني ماكس بلانك ان يفسر التناقض بين معادلة رالي -جينز التي تتنبأ بأن الجسم الأسود يصدر أشعة بكثافة لانهائية والمشاهدات التجريبية. أثناء تسهيل المعادلات الحسابية اقترح بلانك أن الجسم الأسود يتكون من جزيئات كمية لها تردد معين ووجد ان هذا الإفتراض يحول معادلة رالي-جينز إلى معادلة تتناسب مع التجارب المشاهدة. اعتقد بلانك أن نتائجه الناجحة غير مقنعة بسبب هذا الإفتراض إلى أن جاء أنشتاين وأوضح أن الموجات الضوئية مكونة من كميات هي الفوتونات وهذا يعتبر بداية الفيزياء الكمية والعالم بلانك بمثابة الأب لهذا الفرع الجديد من الفيزياء.

## قانون بلانك
الإشعاع يصدر عن المادة بصورة كمّات أو فوتونات يحمل كل منها طاقة تتناسب مع تردد الإشعاع الصادر، ويربطها بالتردد ثابت بلانك h. أدت هذه الفرضية الجريئة إلى معادلة لـ {\displaystyle P_{\lambda }\ } تتفق بدقة عالية مع النتائج التجريبية لجميع قيم λ.
{\displaystyle P_{\lambda }\ ={\frac {C_{1}\lambda \ ^{-5}}{e^{C_{2}/\lambda \ T}-1}}}
{\displaystyle C_{1}=2hc^{2}=3,7415\times 10^{-16}w.m^{2}}
{\displaystyle C_{2}=hc/k=1.43879\times 10^{-2}m.k}
{\displaystyle h=6,625\times 10^{-34}J.sec}